# Provincia di Ayabaca
La provincia di Ayabaca è una provincia del Perù, situata nella regione di Piura.

## Geografia antropica

### Suddivisioni amministrative
È divisa in 10 distretti:
- Ayabaca
- Frías
- Jilili
- Lagunas
- Montero
- Pacaipampa
- Paimas
- Sapillica
- Sicchez
- Suyo